# Jorés Alfiórov
Jorés Alfiórov (rus: Жоре́с Ива́нович Алфёров)  (Vítsiebsk, 15 de març de 1930 - Sant Petersburg, 1 de març de 2019) fou un físic rus guardonat amb el Premi Nobel de Física de l'any 2000.

## Biografia
Va néixer el 15 de març de 1930 a la ciutat de Vítsiebsk, avui dia situada a Belarús que en aquells moments formava part de la Unió de Repúbliques Socialistes Soviètiques. Va estudiar electrònica a l'Institut electrotècnic de Leningrad, on es llicencià el 1952. Des de 1953 treballà a l'Institut fisicotècnic de Ioffe, inscrit a l'Acadèmia Soviètica de les Ciències, posteriorment anomenada Acadèmia russa de les Ciències. En aquest institut aconseguí el doctorat en física i matemàtiques l'any 1970.
El 1972 fou escollit membre de l'Acadèmia russa de les Ciències, del qual és vicepresident des de 1979. Des de 1995 fou membre de la Duma en representació del Partit Comunista de la Federació Russa.

## Recerca científica
Des de 1962 va estar treballant en l'àrea de heteroestructures de semiconductors. Les seves contribucions a la física i a la tecnologia de semiconductors han produït avanços en els camps dels làsers, cèl·lules fotovoltaiques, Díode LED i processos epitaxials de fabricació de microcomponents.
L'any 2000 fou guardonat, juntament amb Herbert Kroemer, amb la meitat del Premi Nobel de Física pel desenvolupament d'heteroestructures per a semiconductors d'alta velocitat i optoelectrònica. L'altra meitat del premi fou atorgada a l'enginyer nord-americà Jack Kilby per la invenció del circuit integrat.